# Pierwuszyno (osiedle w rejonie sudisławskim)
Pierwuszyno (ros. Первушино) – osiedle w Rosji, w obwodzie kostromskim, w rejonie sudisławskim. W 2010 liczyło 238 mieszkańców.